# Edelweißspitze, Kärnten
Edelweißspitze är en bergstopp i Österrike. Den ligger i distriktet Klagenfurt-Land och förbundslandet Kärnten, i den sydöstra delen av landet, 260 km sydväst om huvudstaden Wien. Toppen på Edelweißspitze är 1 890 meter över havet. Edelweißspitze ingår i Karawankerna.
Terrängen runt Edelweißspitze är bergig norrut, men söderut är den kuperad. Närmaste större samhälle är Ferlach, 13,2 km nordost om Edelweißspitze. 
I omgivningarna runt Edelweißspitze växer i huvudsak blandskog. Runt Edelweißspitze är det tätbefolkat, med 286 invånare per kvadratkilometer.